# ویلی براون (نوازنده)
ویلی براون (انگلیسی: Willie Brown؛ ۶ اوت ۱۹۰۰ – ۳۰ دسامبر ۱۹۵۲) یک موسیقی‌دان اهل ایالات متحده آمریکا بود.